# دامیر مولائومروویچ
دامیر مولائومروویچ (انگلیسی: Damir Mulaomerović؛ زادهٔ ۱۹ سپتامبر ۱۹۷۴) بازیکن سابق و مربی بسکتبال اهل کرواسی است.
از باشگاه‌هایی که در آن بازی کرده‌است می‌توان به باشگاه بسکتبال المپیاکوس و باشگاه بسکتبال پاناتینایکوس اشاره کرد.